# Alessandro Milesi (calciatore 1999)
Alessandro Milesi Germoni (Lima, 21 dicembre 1999) è un calciatore peruviano, difensore del Cusco.

## Biografia
Nato in Perù da genitori italiani, è cresciuto negli Stati Uniti.

## Caratteristiche tecniche
È un terzino sinistro.

## Carriera

### Club
Ha iniziato a giocare a calcio nell'Esther Grande per poi, una volta trasferitosi in Italia, entrare a far parte del vivaio del Brescia. Il 31 gennaio 2019 è stato ceduto in prestito alla Sicula Leonzio dove ha debuttato il 17 febbraio nell'incontro di Serie C vinto 2-0 contro la Vibonese.
Nel giugno del 2019 è tornato negli Stati Uniti al Miami FC, con cui ha disputato solamente due incontri nella National Independent Soccer Association. A fine anno ha firmato con i maltesi dello Sliema Wanderers dove si è imposto da subito come titolare. Ha segnato il suo primo gol il 1º dicembre 2020 nella partita di campionato vinta 3-1 contro il St. Lucia. Nell'estate del 2021 ha firmato con il Guadalajara ma dopo un solo mese ha rescisso il contratto senza aver disputato alcun incontro ufficiale.
Nel febbraio del 2022 è tornato in Perù firmando un contratto con l'Univ. San Martín ed il 25 marzo ha debuttato in Liga 1 nella partita persa 1-0 contro il Dep. Binacional. Utilizzato con poca frequenza, nel gennaio del 2023 ha firmato con l'Atlético Grau. Nel gennaio del 2024 ha cambiato nuovamente casacca firmando con l'Alianza Atlético dove ha trascorso una stagione da titolare con 26 incontri disputati. L'anno successivo è stato acquistato dal Cusco.

### Nazionale
Ha giocato nella nazionale peruviana Under-15.
Nel 2019 ha partecipato con la nazionale peruviana Under-20 al campionato sudamericano di categoria.

## Statistiche

### Presenze e reti nei club
Statistiche aggiornate al 10 marzo 2025.
| Stagione        | Squadra          | Campionato      | Campionato | Campionato | Coppe nazionali | Coppe nazionali | Coppe nazionali | Coppe continentali | Coppe continentali | Coppe continentali | Altre coppe | Altre coppe | Altre coppe | Totale | Totale | Totale |
| Stagione        | Squadra          | Comp            | Pres       | Reti       | Comp            | Pres            | Reti            | Comp               | Pres               | Reti               | Comp        | Pres        | Reti        | Pres   | Reti   |        |
| --------------- | ---------------- | --------------- | ---------- | ---------- | --------------- | --------------- | --------------- | ------------------ | ------------------ | ------------------ | ----------- | ----------- | ----------- | ------ | ------ | ------ |
| gen.-giu. 2019  | Sicula Leonzio   | C               | 2          | 0          | CI+CI-C         | 0               | 0               | -                  | -                  | -                  | -           | -           | -           | 2      | 0      |        |
| lug.-dic. 2019  | Miami FC         | NISA            | 2          | 0          | -               | -               | -               | -                  | -                  | -                  | -           | -           | -           | 2      | 0      |        |
| 2020-2021       | Sliema Wanderers | PL              | 17         | 2          | CM              | 1               | 0               | -                  | -                  | -                  | -           | -           | -           | 18     | 2      |        |
| 2022            | Univ. San Martín | L1              | 4          | 0          | CP              | 0               | 0               | -                  | -                  | -                  | -           | -           | -           | 4      | 0      |        |
| 2023            | Atlético Grau    | L1              | 17         | 1          | CP              | 0               | 0               | -                  | -                  | -                  | -           | -           | -           | 17     | 1      |        |
| 2024            | Alianza Atlético | L1              | 26         | 0          | CP              | 0               | 0               | -                  | -                  | -                  | -           | -           | -           | 26     | 0      |        |
| 2025            | Cusco            | L1              | 2          | 0          | CP              | 0               | 0               | CS                 | 0                  | 0                  | -           | -           | -           | 2      | 0      |        |
| Totale carriera | Totale carriera  | Totale carriera | 70         | 3          |                 | 1               | 0               |                    | 0                  | 0                  |             | -           | -           | 71     | 3      |        |